# Le Monocle
Le Monocle var en lesbisk bar i Paris under 1920- och 1930-talet öppnad av Lulu de Montparnasse. Den låg på Boulevard Edgar-Quinet och stängdes under den tyska ockupationen av Frankrike under andra världskriget. Under sin storhetstid var det en populär och säker mötesplats för lesbiska   kvinnor. Det betraktades som en lyxig klubb som ofta hade långa köer utanför.
Namnet Le Monocle (Monokeln på svenska) kommer från att monokeln användes som en lesbisk symbol  under tidiga 1900-talet.